# Elizabeta Koruška, kraljica Rimljana
Gospa Elizabeta (njemački Elisabeth; o. 1262. — 28. listopada 1312.) bila je njemačka plemkinja koja je postala austrijska vojvotkinja i njemačka kraljica – „kraljica Rimljana“. Elizabeta Koruška – poznata i kao Elizabeta Tirolska – bila je najstarija kći tirolskoga grofa, rođena u Bavarskoj. Elizabetina je majka bila udova kralja Konrada IV. Njemačkog.
Povezana s mnoštvom njemačkoga plemstva, Elizabeta se udala za Alberta, člana dinastije Habsburg. Par se vjenčao u Beču 20. prosinca 1274. godine. Albert I. bio je sin Rudolfa I., „kralja Rimljana“; godine 1299., Elizabeta je okrunjena. 

## Djeca
- Ana Austrijska, markgrofica Brandenburga (1275. – 1327.)
- Agneza Austrijska (1281. – 1364.)
- Rudolf I. Češki
- Elizabeta Austrijska, lorenska vojvotkinja
- Fridrik III. Lijepi – kralj Njemačke
- Leopold I.
- Katarina Austrijska
- Albert II. Mudri
- Henrik
- Oton IV. Veseli
- Judita
- Meinhard